# Буяновац

Municipality of Bujanovac

Буяновац (серб. Бујановац, Bujanovac, алб. Bujanoci) — місто і однойменний муніципалітет у Пчиньському окрузі в Сербії. Розташоване в басейні Південної Морави. Воно відоме своїми джерелами мінеральної води, тому також відоме як Bujanovačka Баня (Бујановачка Бања).
Муніципалітет був полем битви у 1999–2001, після війни в Косові. Він лежить у географічному районі, відомому як Прешевська долина. У переписі 2002 року найбільшою етнічною групою в місті були серби, друга за чисельністю етнічна група в місті — албанці. В даний час населення міста і муніципалітету невідомо через бойкот перепису 2011 з боку місцевого албанського населення. Офіційно є 18 542 жителі.

## Історія

### Середньовіччя
Середньовічні сербські держави охоплювали цю територію з 12 по 14 століття. Згодом регіон перебував у складі Османської імперії.

### Османська доба
Буяновац став частиною Румелії — так називали території Балканського півострова, коли ними керувала Османська імперія. Після Балканських війн регіон перейшов до Куманського дистрикту Королівства Сербія.

### Югославія
Після утворення Королівства Сербів, Хорватів і Словенців в 1918 році Буяновац став частиною області Вранє, сформованої в 1921 з утвердженням Видовданської Конституції. З адміністративною реформою 1929 регіон став частиною Вардарської Бановини зі столицею в місті Скоп'є. З 1945 по 1992 Буяновац був у складі Соціалістичної Республіки Сербія.

### Розпад Югославії
У 1992 році місцеві албанці організували референдум, на якому проголосували за приєднання Буяновця, Прешева та Медведжі до самопроголошеної Республіки Косово. Проте жодних важливих подій не відбувалося до кінця 90-х років. Під впливом Війни в Косові, що тривала до 1999 року, між 1999 і 2001 роками, етнічно албанська паравоєнна сепаратистська організація Армія визволення Прешева, Медведжі та Буяноваца розгорнула конфлікт, метою якого було від'єднання від Югославії трьох вищевказаних громад.
На відміну від випадку з Косовом, західні країни засудили атаки й описали діяльність організації як «екстремізм» і «нелегальні терористичні акти». Після Бульдозерної революції нова влада Югославії змогла припинити конфлікт за підтримки НАТО.

## Населення
Згідно з переписом 2002 року населення Буяновця становило 43 302 людини. Більша частина громади живе в сільській місцевості, міське населення становить лише 27,74 %. У муніципалітеті розташовано 59 населених пунктів.

### Етнічні групи
Більшість населення громади становлять албанці, утворюючи 55 % всього населення. Майже всі етнічні албанці бойкотували перепис населення 2011 року, через що точні дані не встановлено.
| Етнічна група | 1948[a] | 1953[a] | 1961   | 1971   | 1981   | 1991   | 2002   | 2011[b] |
| ------------- | ------- | ------- | ------ | ------ | ------ | ------ | ------ | ------- |
| Албанці       | 27,174  | 28,653  | 16,618 | 21,209 | 25,848 | 29,588 | 23,681 | 244     |
| Серби         | 25,143  | 27,681  | 20,033 | 18,840 | 15,914 | 14,660 | 14,782 | 12,989  |
| Роми          | 2,838   | -       | 11     | 2,749  | 4,130  | 4,408  | 3,867  | 4,576   |
| Македонці     | 29      | 54      | 40     | 55     | 105    | -      | 36     | 47      |
| Болгари       | 9       | 23      | -      | -      | -      | -      | 33     | 23      |
| Горанці       | -       | -       | -      | -      | -      | -      | 10     | 60      |
| Чорногорці    | 23      | 16      | 8      | 23     | 24     | 44     | 7      | 19      |
| Мусульмани    | 314     | -       | 134    | 81     | 121    | 133    | 6      | 15      |
| Югослави      | -       | 91      | 1,081  | 15     | 96     | 75     | 2      | 3       |
| Інші          | 408     | 6,286   | 1,147  | 550    | 451    | 330    | 878    | 91      |
| Всього        | 55,938  | 62,804  | 39,064 | 43,522 | 46,689 | 49,238 | 43,302 | 18,067  |